# Zonda
Zonda (på spanska viento zonda) är en regional term för en föhnvind som ofta förekommer på de östra sluttningarna av Anderna i Argentina. Zonda är en torr vind som ibland för med sig damm. Den uppstår av polarmaritim luft som värms när den sjunker ner från bergstopparna som är belägna på ca 6 000 m över havet. Vinden kan ha en hastighet uppemot 10 m/s (36 km/h).
Vinden kan förekomma över hela hela västra, centrala delen av Argentina. Mest märkbar är den dock i provinserna La Rioja, San Juan och Mendoza. Detta beror på att Anderna är högre där medan vinden i norr skingras av Puna-platån.
Zonda-vinden skapas av polarfronter som rör sig åt nordost. Trots att luften är varm och torr på låg höjd så ger den upphov till snöfall på högre höjd. Studier av vinden har visat att den oftast förekommer från maj till november och börjar blåsa på eftermiddagen mellan klockan 12 och 18 och har en varaktighet på mellan en och tolv timmar. Den kan stundtals blåsa under längre perioder, uppemot tre dagar.